# Wojciech Charkin
Wojciech Charkin (ur. 27 marca 1947 w Gdyni, zm. 8 stycznia 2019 w Gdańsku) – polski dziennikarz, przewodnik turystyczny, wykładowca akademicki, działacz opozycji demokratycznej w PRL.
Jako student uczestniczył w wydarzeniach marcowych w 1968 i wypadkach grudniowych w 1970. W 1972 ukończył studia na Wydziale Elektroniki Politechniki Gdańskiej. Po studiach pracował jako młodszy instruktor techniczny w Rejonowym Urzędzie Telekomunikacyjnym w Gdyni, następnie od 1973 do 1984 w Zakładzie Nauki o Pracy Instytutu Nauk Społecznych Politechniki Gdańskiej. Od 1973 do 1978 był kierownikiem gdańskiego oddziału pisma Politechnik. W 1977 był członkiem założycielem Polskiego Towarzystwa Ergonomicznego. Od wykładowcą na Wydziale Architektury i Wzornictwa Akademii Sztuk Pięknych w Gdańsku. W latach 1984–2001 był zatrudniony w Bibliotece Głównej Politechniki Gdańskiej.
Uczestniczył w strajku w Stoczni Gdańskiej w sierpniu 1980. Jego reportaż o strajku Kiedy niemożliwe stało się możliwe opublikowało w październiku 1980 ogólnopolskie pismo studenckie Politechnik. Współredagował oświadczenie dziennikarzy przeciwko celowej dezinformacji społeczeństwa na temat sytuacji na Wybrzeżu nazwane od jego nazwiskiem "zeszytem Charkina". Był członkiem Komisji Założycielskiej, a następnie Komisji Zakładowej "Solidarności" na Politechnice Gdańskiej. W okresie stanu wojennego kolportował podziemne wydawnictwa i współpracował z pismem „Solidarność” Regionu Gdańskiego.
Od 1989 był redaktorem Tygodnika Wyborczego i Tygodnika Gdańskiego. Od 1989 do 1992 należał do Stowarzyszenia Dziennikarzy Polskich. W latach 1990–2000 był członkiem Rady Nadzorczej wydawnictwa Przekaz Sp. z o.o. W 2009 został z rekomendacji Prawa i Sprawiedliwości mianowany wiceprzewodniczącym Rady Nadzorczej Radia Gdańsk, przewodniczył jej od 2009 do 2011. W 2005 był szefem sztabu wyborczego Bogdana Borusewicza w wyborach parlamentarnych.
Od 1967 działał w PTTK. Pełnił funkcje przewodniczącego Komisji Rewizyjnej Oddziału Gdańskiego PTTK, wiceprezesa Koła Przewodników Miejskich i Terenowych im. Franciszka Mamuszki (2001-2005), organizował i wykładał na kursach przewodnickich. Od 2013 był też przewodniczącym Komisji Rewizyjnej Stowarzyszenia Güntera Grassa w Gdańsku
Był odznaczony Srebrnym Krzyżem Zasługi (2006), Srebrną (2001) i Złotą (2008) Honorową Odznaką PTTK, Medalem Komisji Edukacji Narodowej (2010), Odznaką Honorową Ministra Sportu i Turystyki  „Za zasługi dla turystyki”, Złotą Odznaką Polskiego Stowarzyszenia Filmu Naukowego, tytułem Zasłużonego Przewodnika PTTK.
Został pochowany na Cmentarzu Srebrzysko w Gdańsku (rejon V). 
Od marca 2019 jest patronem Akademii Przewodnickiej Europejskiego Centrum Solidarności.